# Samsung Galaxy A3 (2016)
Il Samsung Galaxy A3, chiamato A3 (2016) per distinguerlo dagli omonimi modelli usciti nel 2015 e nel 2017, è uno smartphone di fascia bassa prodotto da Samsung, facente parte della serie Samsung Galaxy A.

## Caratteristiche tecniche

### Hardware
Il Galaxy A3 è uno smartphone con form factor di tipo slate, misura 134,5 × 65,2 × 7,3 millimetri e pesa 132 grammi.
Il dispositivo è dotato di connettività GSM, HSPA, LTE, di Wi-Fi 802.11 b/g/n con supporto a Wi-Fi Direct ed hotspot, di Bluetooth 4.1 con A2DP, EDR ed LE, di GPS con A-GPS e GLONASS, di NFC (solo nelle versioni LTE), di radio FM e di supporto ANT+. Ha una porta microUSB 2.0 ed un ingresso per jack audio da 3,5 mm.
Il Galaxy A3 è dotato di schermo touchscreen capacitivo da 4,7 pollici di diagonale, di tipo Super AMOLED con aspect ratio 16:9 e risoluzione HD 720p (densità di 312 pixel per pollice), protetto da un vetro Corning Gorilla Glass 4. Il frame laterale è in alluminio ed il retro è in vetro, protetto da Gorilla Glass 4. Nonostante ciò la batteria agli ioni di litio da 2300 mAh non è removibile dall'utente.
Il chipset è, in base alla versione, un Qualcomm Snapdragon 410 o un Exynos 7578, CPU quad-core formata da 4 Cortex-A53 a 1.5 GHZ e GPU Adreno 306 o Mali-T720MP2. La memoria interna di tipo eMMC 4.5 è di 16 GB, mentre la RAM è di 1,5 GB.
La fotocamera posteriore ha un sensore CMOS da 13 megapixel, dotata di autofocus e flash LED, in grado di registrare al massimo video Full HD a 30 fotogrammi al secondo, mentre la fotocamera anteriore è da 5 megapixel.

### Software
Il sistema operativo è Android, in versione 5.1.1 Lollipop, aggiornabile ufficialmente fino ad Android 7.0 Nougat.
Ha l'interfaccia utente TouchWiz 5.1, che viene aggiornata fino alla versione denominata Grace UX senza che venga effettuato il passaggio a Samsung Experience, di norma presente sulla maggior parte dei dispositivi Samsung aggiornati ad Android Nougat.
Le ultime patch di sicurezza disponibili per questo dispositivo sono diverse a seconda del mercato di riferimento. Nella variante italiana risalgono a giugno 2018.
Il 30 dicembre 2020 viene pubblicato un ulteriore aggiornamento per il dispositivo, che non modifica il livello delle patch di sicurezza ma porta correzioni minori non specificate.
In altri mercati le patch di sicurezza sono state portate avanti fino a maggio 2019.

## Commercializzazione
Il dispositivo è stato immesso sul mercato a fine 2015.
AndroidWorld ha valutato il Galaxy A3 (2016) 8.1/10, inserendo tra i pro fotocamera, l'autonomia, la qualità costruttiva e lo schermo, e tra i contro il prezzo ("stona con il mercato attuale"), la RAM, l'assenza del LED di notifica e della vibrazione dei tasti, mentre PhoneArena ha assegnato al dispositivo 7/10.

### Versioni
La seguente tabella riassume le differenze tra le versioni di A3 (2016):
| Versione | Mercato                  | Chipset    | SIM e microSD                            |
| -------- | ------------------------ | ---------- | ---------------------------------------- |
| A310F    | Europa                   | Exynos     | Slot SIM + slot microSD                  |
| A310F/DS | Mondiale                 | Snapdragon | Slot SIM + slot ibrido (SIM 2 o microSD) |
| A310M    | America Latina           | Exynos     | Slot SIM + slot microSD                  |
| A310M/DS | America Latina           | Snapdragon | Slot SIM + slot ibrido (SIM 2 o microSD) |
| A310Y    | Australia, Nuova Zelanda | Exynos     | Slot SIM + slot microSD                  |